# Torre Mirafiori
La Torre Mirafiori es un edificio de oficinas ubicado en la Avenida 9 de Julio, junto al Teatro Colón, en el barrio de San Nicolás de la ciudad de Buenos Aires, Argentina. Inicialmente llamado Edificio Fiat Concord, ya que fue construido para dicha empresa, actualmente es sede de oficinas de Qualia Seguros

## Historia
Hacia el año 1954 la empresa Fiat Concord, filial argentina de la firma italiana, planeó la construcción de un edificio para sus oficinas en el centro de Buenos Aires. Al año siguiente adquirió un terreno sobre la calle Cerrito en la esquina con Viamonte, buscando una ubicación estratégica y simbólica, frente a la Avenida 9 de Julio y junto al Teatro Colón. En 1957, cuando la Municipalidad de Buenos Aires permitió la construcción de edificios en torre, el proyecto fue ampliado y el nuevo diseño por concurso fue ganado por los arquitectos Rafael Amaya, Miguel Devoto, Alberto Lanusse, Eduardo Martín y Augusto Pieres, socios en uno de los grandes estudios que iniciaron la arquitectura moderna para oficinas en la Argentina.
A cargo del Departamento de Construcciones e Instalaciones de Fiat Concord, la construcción de la torre por parte de la empresa Impresit (también parte del Grupo Fiat) comenzó en mayo de 1961 y finalizó en noviembre de 1964. En ese momento, fue ocupada no solo por las oficinas de la compañía, sino además por la Oficina de Estudios para la Colaboración Económica Internacional (OECEI), la Italconsult Argentina, salones de exposiciones y biblioteca de Fiat Concord.
Fue sede del Banco Itaú, que absorbió en 1998 al Banco del Buen Ayre, anterior inquilino.

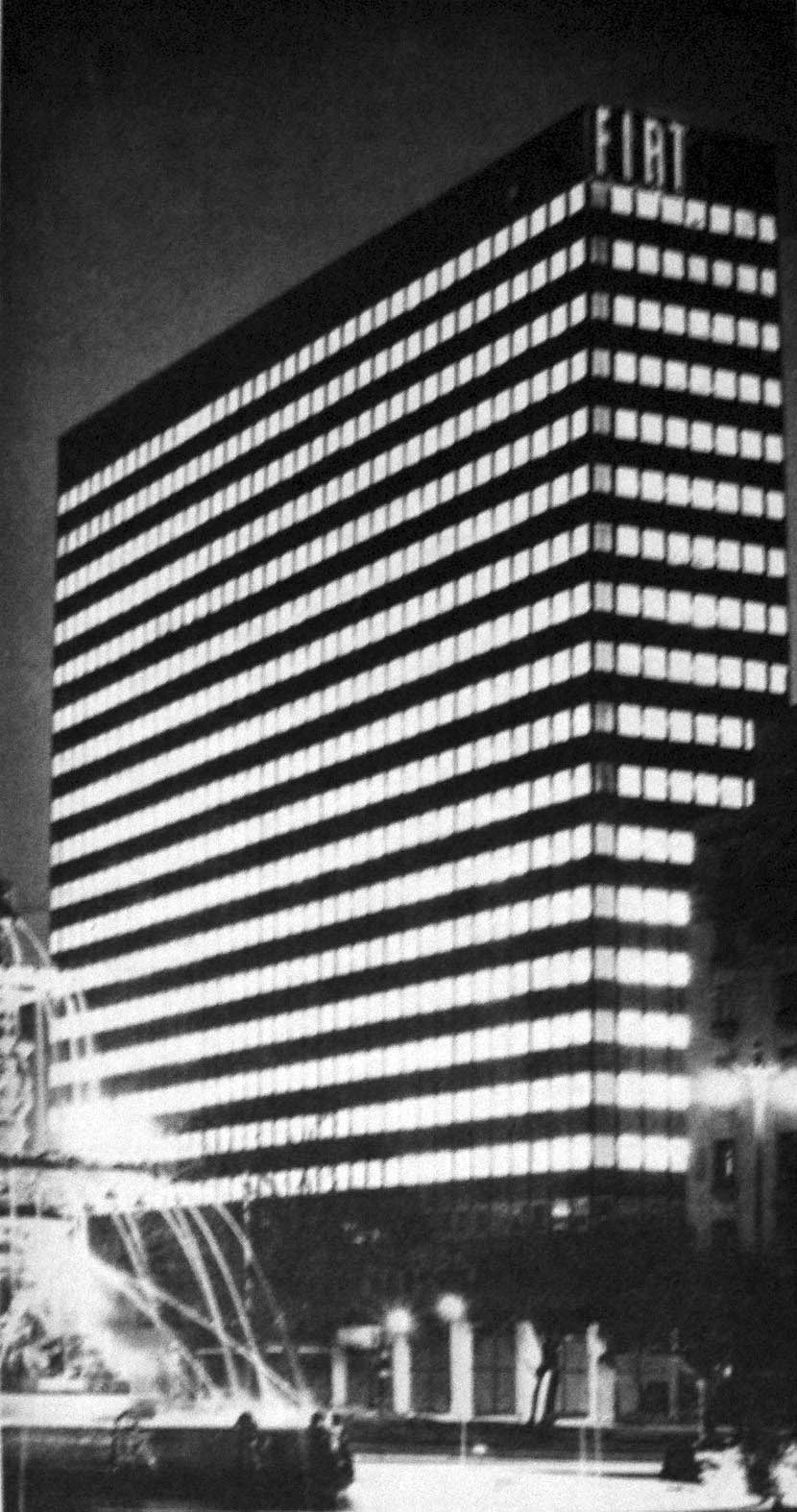
Vista nocturna (1966).

## Características
La torre Mirafiori fue uno de los primeros edificios porteños de gran tamaño con fachada completamente vidriada tipo muro cortina, junto a la Torre Brunetta (1962) y la Torre Galería Florida (1964), y se caracteriza por sus franjas horizontales que alternan vidrio azul con planchas de aluminio en punta de diamante anodizado en color anaranjado. En su remate, el edificio ostenta un gran reloj digital que marca la hora y condiciones climáticas.
La estructura realizada en hormigón armado, fue organizada con la batería de cuatro ascensores y dos montacargas en el centro y recostada sobre la medianera oeste, dividiendo casi simétricamente todas las plantas en dos sectores. ostentando un nuevo formato identificado con la flexibilidad necesaria para los cambios constantes de los tiempos modernos: la “planta libre”, que permite a la compañía ocupante dividir las oficinas con paneles temporales de madera o yeso, fácilmente desarmables cuando se hace necesario una modificación del espacio.
El hall de la torre está decorado por un mural realizado por el artista de origen croata Šime Pelicarić, en colaboración con la pintora Raquel Forner.
El edificio posee 3 subsuelos de cocheras, basamento (planta baja con salones de exposiciones, y dos pisos) y la torre de 18 pisos (17 de ellos ocupados por oficinas, y el último por la sala de máquinas) con un frente de 60,15 metros de largo sobre la calle Cerrito.